# Лензон, Виктор Маркович
Виктор Маркович Лензон (род. 1951) — российский музыкант, заслуженный артист Российской Федерации (1999), доктор искусствоведения, профессор.

## Биография
Родился в 1951 году в Москве. После окончания двух отделений музыкального училища им. Гнесиных (по фортепиано — у Н. А. Мутли, по теории музыки — у Б. К. Алексеева) поступил сначала в Саратовскую консерваторию, где занимался в классе известного профессора-пианиста С. С. Бендицкого, а затем в Московскую консерваторию, которую окончил в 1975 году (диплом с отличием). В 1983 году в НИИ искусствознания защитил кандидатскую диссертацию по искусствоведению (руководитель — Д. В. Житомирский). С 1999 года — доктор искусствоведения и доктор педагогических наук (диссертация «Музыкальный анализ в профессиональной подготовке режиссёра» защищена в Московской консерватории). Профессор, Член-корреспондент Международной Академии Информатизации, лауреат международного конкурса «Элита информациологов мира». Имеет международные звания Grand Doctor of Philosofy и Full Professor. Работал экскурсоводом и научным сотрудником Музея П. И. Чайковского в г. Клин, преподавал в Московской консерватории (фортепиано), Институте современного искусства (предметы «Музыка в кино» и «Музыкальное образование режиссёра»), Московском государственном педагогическом институте и Московском государственном заочном педагогическом институте (музыкально-теоретические предметы), в Гжельском Государственном университете (предметы «Практический туризм», «Человек и его потребности», «Туристская анимация»). В настоящее время — профессор кафедры режиссуры театрализованных представлений Московского Государственного института культуры. Автор ок.200 монографий и статей по тематике различных сфер искусства, эстетики, педагогики, истории, театра, географии. Среди них «Музыка массовых праздников»(М., 1987), «Музыка в искусстве режиссёра»(М.,2002), «Музыка в нашей жизни» (М.,2018) и др. С 1984 года — создатель и руководитель Московского Московский ансамбль еврейской музыки «Мицва», с которым создал более 30 различных программ, в том числе с исполнителями народных песен Нехамой Лифшицайте, Михаилом Александровичем, Борисом Кинером, Борисом Финкельштейном, Натальей Штурм, а также ряд театральных постановок и концертов литургической и инструментальной еврейской музыки, представленных в Большом зале московской консерватории, Концертном зале им. П. И. Чайковского, в Московском театре эстрады и др. Как художественный руководитель ансамбля «Мицва», пианист и клавесинист записал 12 аудио-альбомов (CD) еврейской музыки. Автор нотного сборника «150 мелодий для музыканта-клезмера»(2004) и популярной книги «Еврейские анекдоты от Лензона» (2009). Выступал как пианист с различными сольными и музыкально литературными программами в содружестве с Алексеем Сафоновым и Ольгой Фомичёвой. Заслуженный артист РФ (1999 г.) Записал 9 сольных альбомов фортепианной музыки, а также, вместе с Александром Загоринским и Александром Бронвейбером, альбом «Трио Quattro».

## Книги
- Музыка массовых праздников. — М.: Музыка, 1987. — 78 с.
- Виртуальные пословицы из частного собрания. — Ridero, 2017 — ISBN 978-5-4485-7432-0
- В городе Кагановиче. Разные истории. — Ridero, 2017 — ISBN 978-5-4485-8968-3
- Озорные еврейские анекдоты от Лензона / Сост. В. М. Лензон. — М.: РИПОЛ классик, 2008. — 304 с. — ISBN 978-5-386-00505-4.
- Еврейские анекдоты от Лензона / Сост. В. М. Лензон. — М.: РИПОЛ классик, 2007. — 192 с. — (Веселимся от души). — ISBN 978-5-386-00206-0.
- Музыкальный анализ в профессиональной подготовке режиссёра. — М., МГУКИ, 2010—162 с.
- Музыка в нашей жизни. Как научиться слушать и понимать музыку. Ridero, 2018 — ISBN 978-5-4490-6416-5

## Записи на CD

### Фортепианная музыка
1. Тихая музыка (1999)
2. Шестая соната (2001)
3. Домашний концерт (2003)
4. И. С. Бах (2005)
5. В. А. Моцарт (2007)
6. А. Н. Скрябин (2009)
7. Двойной портрет (2011)
8. Песни без слов (2013)
9. Бетховен. «Вальдштайнский сад» (2017)

### Камерная музыка
- Ансамбль «МИЦВА» (2007): А. Шнитке, С. Прокофьев, А. Крейн
- Трио «QUATTRO» (2015): И. Брамс, Д. Шостакович, А. Копленд, Ю. Энгель

### Музыка еврейских праздников
1. Шаббат
2. Ханука
3. Йом Кипур

#### Еврейские мотивы в музыке XX века
1. Народная инструментальная музыка
2. Камерная инструментальная музыка
3. Кантор и клавесин
4. Камерная вокальная музыка
5. Музыка еврейских композиторов начала XX века